# Casanova Elvo
Casanova Elvo – miejscowość i gmina we Włoszech, w regionie Piemont, w prowincji Vercelli.
Według danych na rok 2004 gminę zamieszkiwało 246 osób, 15,4 os./km².